# وادان
وادان مدينة موريتانية تاريخية تقع على أعلى هضبة آدرار وتشمل على العديد من واحات النخيل. تقع على بعد 170 كلم إلى الشرق من مدينة أطار في ولاية آدرار، بالقرب من تكوين حجري ضخم يُدعى « قلب الريشات ». وقد عرفت أوج ازدهارها في القرن السادس الهجري.
كان لها دور تاريخي في فترة ما قبل الاستعمار الفرنسي لموريتانيا، فساهم عرب مدينة ودان وحماتها : ويتكونون أساسا من حماة المدينة وهم أولاد غيلان خصوصا بطن الحياينة من قبيلة أولاد غيلان المغافرة الجعافرة الهاشميون في الدفاع عن مدينة ودان التاريخية في معارك الجهاد ضد الفرنسيين المحتليين لموريتانيا خصوصا في كل من معارك شنقيط واغماكو التي كانت بقيادة البطل سيد احمد ولد تكدي الغيلاني الذي جاهد وببسالة حملة هنري غورو على آدرار سنة 1909م .
ويعود تاريخ تأسيس مدينة وادان إلى عام 536 هـ  ومؤسسوها هم: «الحاج علي الصنهاجي، الحاج يعقوب القرشي، و الحاج عثمان الأنصاري» والتحق بهم في ما بعد عبد الرحمن الصائم وبنوا سورا لحمايتها من الغزو (الذي كان سائدا في ذلك العصر) والمدينة مبنية على حافة جرف وقد كانت مدينة وادان مركز إشعاع علمي و فيها «شارع الأربعين عالما».
وتعتبر اليوم قبلةً للسياح لطبيعتها الخلابة وبيوتها الأثرية وقد أعلنتها اليونسكو إرثا حضاريا عالميا.

## التسمية
أول ذكر لوادان ورد سنة 850ه/1447م في رسالة أحد التجار الجنْوِيِّينَ بتوات، قبل أن تذكرها الكتابات البرتغالية في القرنين 15 و16 بوصفها أقوى مركز تجاري في (بلاد الزنج).
تعددت معاني أسماء بلدة وادن إلى العديد من الفرضيات أبرزها:
1. قال الشيخ سيدي محمد ولد الشيخ سيد المختار الكنتي، في كتابه "الرسالة الغلاوية"، إن كلمة وادان هي تحريف لكلمة لنوالان "البربرية"، التي تعني الملاذ الآمن للحيوانات البرية وهو ما أخذ به أيضاً الشيخ سيديَّ بابا، في كتابه "إمارتي إدوعيش ومشظوف"، وسار معهما ولد أنبوجة، وأكد الرأي نفسه، في كتابه "فتح الرب"، مع تبديل لنوالان بلفظة نواران.
2. إلا أن الطالب أحمد ولد أطوير الجنة، قال في كتابه "تاريخ ولد أطوير الجنة"، نقلاً عن الشيخ سيدي عبد الله ولد الحاج إبراهيم، إن معنى هذه الكلمة هو واديان: "وادي علم، ووادي تمر".

## تاريخ
يعود تاريخ تأسيس وادان القديمة التي دخلها الإسلام مبكرا (في حدود النصف الأول من القرن الثاني الهجري) إلى ما قبل الإسلام بـ 3000عام، وحسب ما دلت عليه وثيقة كتبت على جلد غزال يقول السكان إن أول صلاة جمعة في هذه المدينة كانت بتاريخ 146 هـ.
و ذكرها مؤرخون عرب مثل البلاذري ، الذي قال عنها في كتابه " فتوح البلدان " إنها قرية مسوفية كانت تدعى "أوجان" ما يعني باللهجة الصنهاجية : أرض الملح.
و تعرض لذكرها مستكشفون و مؤرخون أوروبيون خلال القرنين الخامس عشر و السادس عشر . من بينهم  :
- البرتغالي فالانتينو فرناندش الذي قال عنها سنة 1507

| وادان | أنها مدينة يبلغ تعداد سكانها 400 نسمة ، و انها تكتسي أهمية كبيرة باعتبارها محطة مورودة للقوافل لتنقل منها ملح كدية الجل نحو مدينة تيشيت التي تبعد عنها بمسيرة سبعة أيام، و نحو ولاتة و تونبكتو و غيرهما من الحواضر الصحراوية. | وادان |

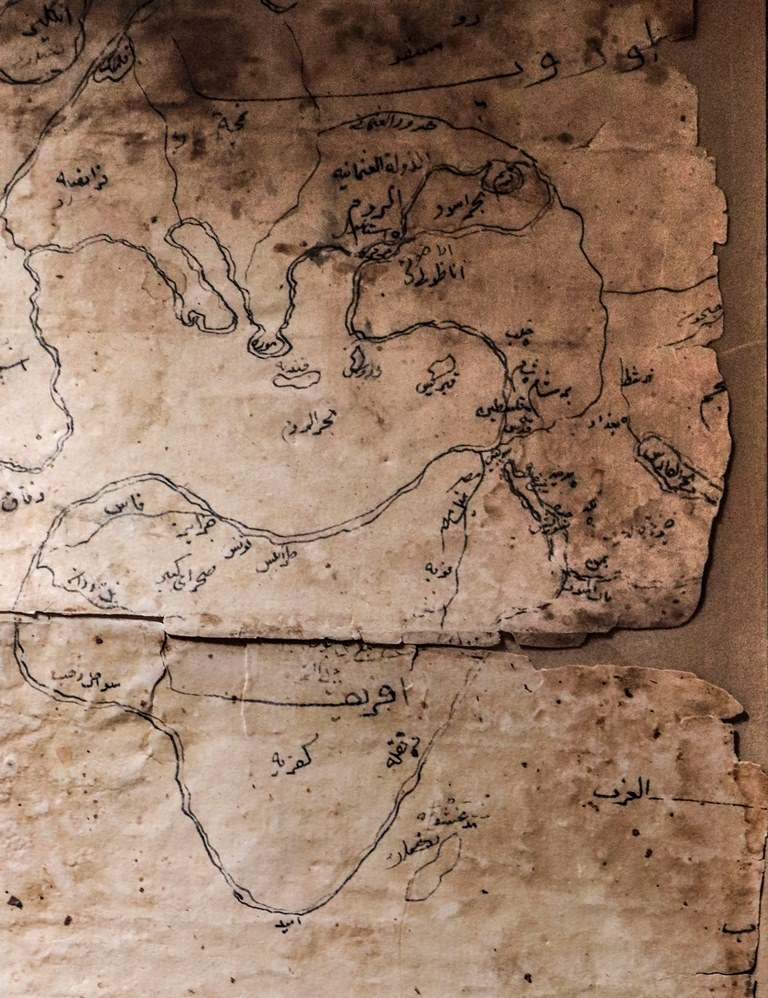
خريطة بمتحف وادان

- كما ذكرها آزورارا Azurara مبينًا أنها "الوحيدة في بلاد السودان المحاطة بسور"،
- وقال كادا موستو Ca Da Mosto الذي زار المنطقة في 1455-1456 إنها تبعد من الشاطئ مسيرة ستة أيام لراكب الإبل، وتمارس فيها نشاطات تجارية مهمة، وسكانها من صنهاجة..
- أما فالانتيه فرناندس Valantin Fernandes الذي زار المنطقة ما بين 1506-1507 فقد اعتبر وادان أهم حواضر آدرار على الإطلاق.
- وقدَّر باشيكو بيررا Pacheco Pereira في الفترة نفسها عدد سكان وادان بثلاثة مائة موقد، وقال إنهم من صنهاجة Azenegues وأنهم مسلمون ملتزمون بالشريعة المحمدية، وأن تجارة الذهب نشطة بها وهامة".

و تعرض لذكر و ادان كذلك ، خلال القرن 16، كل من المؤرخين الاسبانيين ابو الحسن الوزان ومارمول كاراباخ و غيرهما من المستكشفين و المدونين و المؤرخين الأوربيين . وذكر بعض هؤلاء المؤرخين على وجه الخصوص أن تجار وادان استطاعوا أن يوزعوا الذهب و العديد من المنتجات الصحراوية في مدينة لشبونة عبر متجر آركين الذي كان يبعد عن وادان بحوالي 500 كلم .

كما أنهم ارتبطوا بعلا قات تجارية وثيقة مع سكان الساقية الحمراء التي تبعد عن المدينة ب 600 كلم . ولعل ذلك كان من بين العوامل التي حدت بالبرتغاليين سنة 1487 الى بناء مركز تجاري عرف باسم "آكويدير " على بعد 22 كلم شرقي مدينة وادان ما تزال اطلاله قائمة الى اليوم.

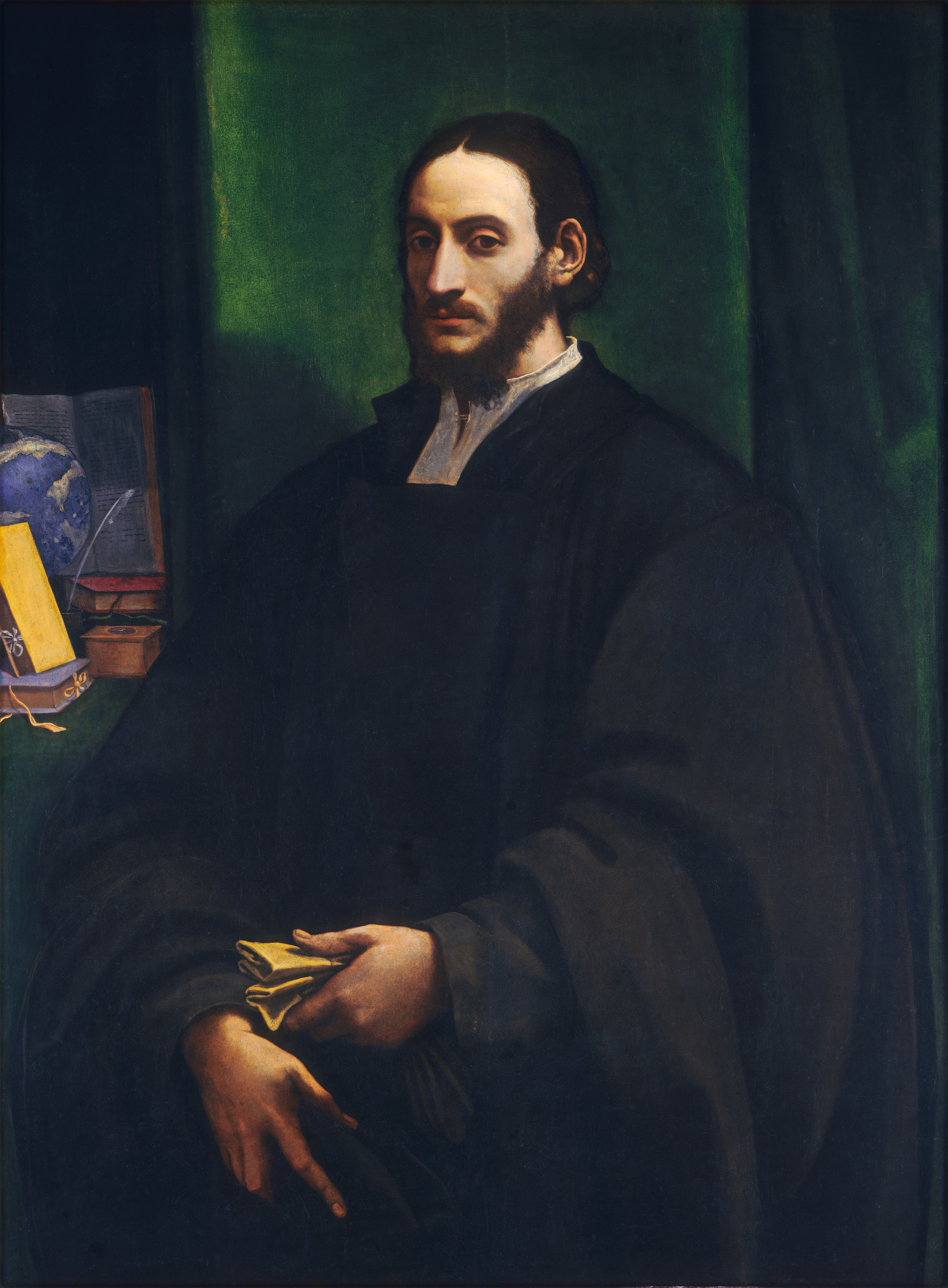
حسن الوزان
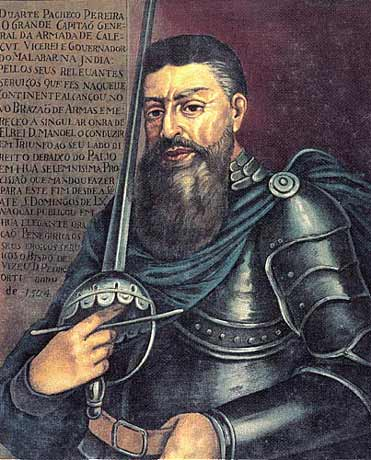
بيريرا

### التأسيس
تأسست  مدينة وادان على يد حجاج علماء قدموا من أغمات بعد أن أكملوا دراستهم على شيخهم القاضي عياض اليحصبي وبضغط من الموحدين وهم:
1. الحاج عثمان الأنصاري
2. الحاج عبد الرحمن الصائم الن أخ الحاج عثمان
3. الحاج علي والحاج يعقوب

وقد أسسوا مدينة وادان عند التقاء وادي إفنوان وفرزى على طريق الهضبة في ارتفاع يزيد على أربع مائة متر فوق سطح البحر على بعد حوالي مائة كلم إلى الشمال الشرقي من مدينة شنقيط وحوالي مائة وثمانين كلم من مدينة أطار عاصمة ولاية آدرار حاليا وقد اختار الحجاج عين المكان حسب الرواية المتواترة بعد استخارة قاموا بها ودفن ثلاثة ألواح في كل من أطار وشنقيط ووادان ثم توجهوا إلى الأراضي المقدسة لأداء فريضة الحج وبعد عودتهم عام 536هـ وجدوا اللوح المدفون في شنقيط قد غطته الرمال والذي في أطار قد جرفته السيول واللذي في ودان ثابت في مكانه فباركوا موضع وادان وشرعوا في تأسيس المدينة وأول عمل قاموا به بناء المسجد والمآخاة بين سكان القرى المتنافرة والمتناثرة في المنطقة.
وتقول بعض الروايات أن قدوم الحاج عثمان والحاج يعقوب الأول إلى وادان كان سنة 510هـ وأنهما التقيا بالحاج اعل ورافقهم في حجهم وعادوا إلى المنطقة سنة 514هـ في نفس الوقت الذي يرى فيه البعض أن عبد الرحمن الصائم هو الذي قدم مع الحاج عثمان والشريف عبد المؤمن من أغمات إلى وادان وأنهم التقوا بالحاج اعل مؤخرا في وادان .

### تحصين المدينة
تفاديا لغزو المحاربين القادمين من المناطق المجاورة طمعا في خيرات وادان شيد سورحول المدينة ، وقد سهَّل ذلك الأمر سفح جبل كبير ويحكى أن وادان لم تُنهب منذ إنشاء السور، حتى صار مضربًا للأمثال الشعبية 
| وادان | إش أعليك يا وادان من نفير آخر الليل | وادان |

أو صيحة آخر الليل ، وذلك لما يوفره هذا السور من حماية للمدينة وأهلها من الأعداء أيًا كانوا. وقد صمد هذا الصور وعجز الأعداء عن دخول وادان وعادوا خائبين مهزومين لقوة السور وصلابة المدافعين عن المدينة وأهلها. وتوضح الخرائط الأثرية والصور الملتقطة للسور أنه كان على شكل دائرة تمتد من أعلى الجبل غربًا لتنتهي عند سفحه شرقًا. ولهذا ضم عيون المياه التي تقع على بعد نصف كيلو متر شمال المدينة. وبئرا محصنة فريدة من نوعها لا يمكن لأحد الوصول إليها إلا إذا كان من أهل المدينة مع معرفته بشوارعها والطرق الموصولة إليها. البئر المحصنة
ويبلغ سمك حائط السور مترًا ونصف المتر، ويبلغ ارتفاعه أربعة أمتار في الأماكن البعيدة عن البوابات، بينما يبلغ ارتفاع السور وسمكه عند البوابات الضعف، ومواد البناء التي استخدمت في بناء السور هي الحجارة والطين ومواد أخرى استقدمت من فاس والقيروان.

### أبواب المدينة

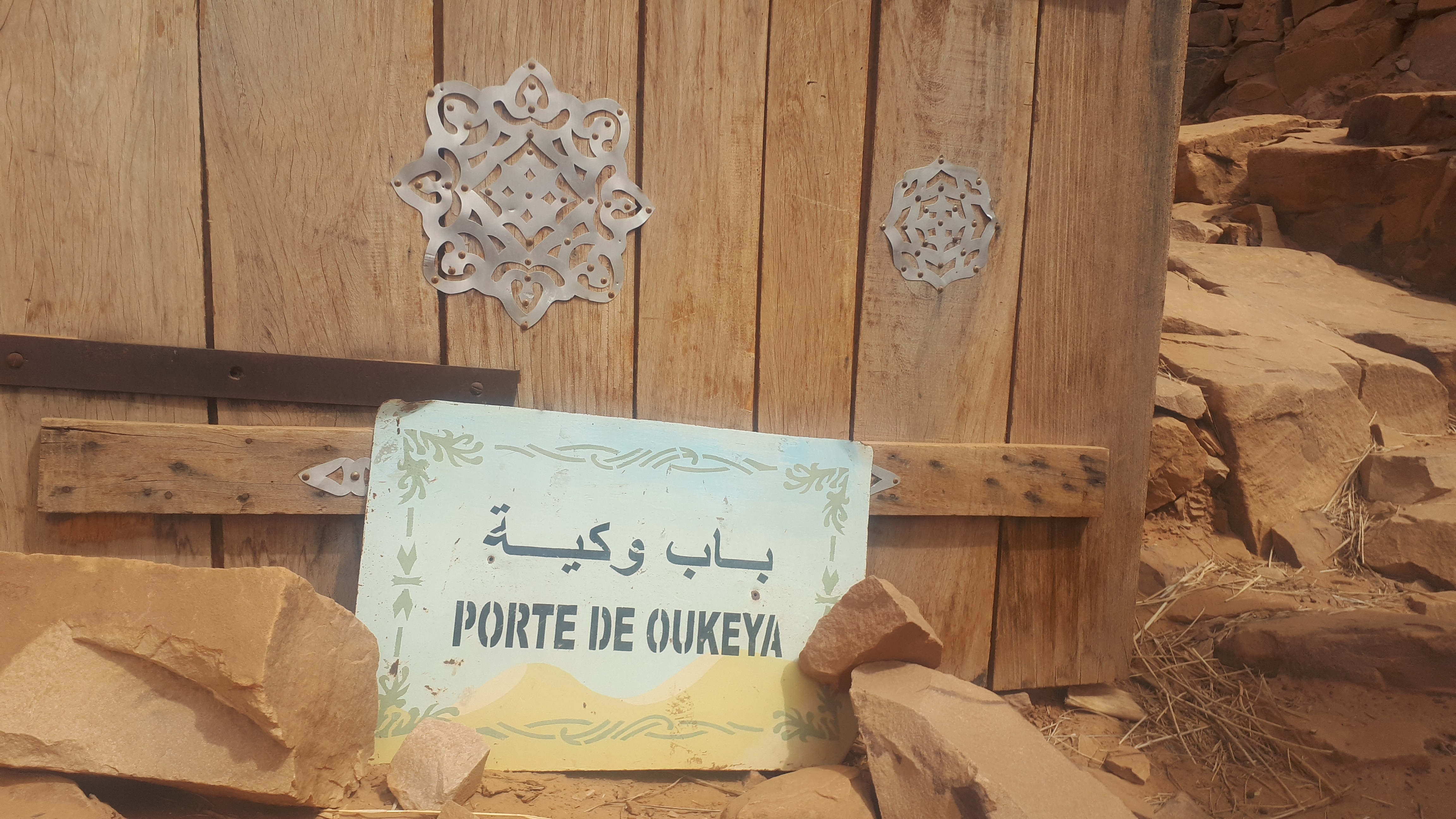
باب المدينة القديمة وكية

ولهذا السور أربع بوابات، كل واحدة منها في جهة من الجهات أضخمها البوابة الشرقية وتدعى فم المبروك. ولتلك البوابات قديما حراس يعملون طوال اليوم ولهم زي يميزهم ، يتم تدريبهم وانتقاؤهم من بين الأقوياء ، وهم فرق على رأس كل فرقة قائد ، كما لكل باب طبل خاص، يقرع عددًا معينًا من المرات، إيذانًا بفتحه أو إغلاقه.
وهذه البوابات موزعة من حيث الأهمية وهي:
1. بوابة فم المبروك مدخلاً رئيسيا للقوافل القادمة من المشرق من مصر والحجاز وتونس والسودان والشام ومن الجنوب الشرقي من مالي.
2. فم القصبة، خصصت للقوافل القادمة من نهر المرابطين ، وتُدْعى تلك القوافل "القارب".
3. البوابتان الجنوبية والشمالية فهما مصدر دخول وخروج الحيوانات وأصحاب المشاغل من سكان المدينة.

### مرحلة الصرعات
لقد أدى الازدهار الكبير للتجارة و كثافة التبادلات بمدينة وادان و ما نجم عن ذلك من كثرة القوافل التي ترتاد المنطقة ، الى قيام تنافس شديد بين المجموعات الصنهاجية الهكارية و التندغية المتنفذة من جهة و القبائل العربية من هلالية و معقلية و غيرها من جهة أخرى، حول السيطرة على خفارة القوافل و الاستئثار بجمع المغارم و تحصيل الاتاوات و المكوس.

#### الصراع الداخلي
أفضى هذا التنافس إلى نشوب حروب طاحنة بين القبائل المتصارعة على الهيمنة و التنفذ و لعل أشد هذه الحروب شراسة و أطولها مدة ما عرف محليا بـ"شر بب " الأولى سنة 1466م التي دامت 35 سنة ، و أفضت الى انتصار بني حسان على قبائل صنهاجة التي حاربتهم.
ولم تنحصر المكايدات و الصراعات قصد الهيمنة على المركز التجاري المزدهر الذي باتت تشكله مدينة وادان في التدافع و المناوشات بين القبائل المتنفذة التي تعمر محيط و أحواز المدينة ، بل تجاوزت ذلك لترقى الى مستوى الحملات العسكرية الرامية إلى بسط السيطرة الاقتصادية و فرض الهيمنة السياسية على المدينة كما ذكرنا.

#### التدخلات الخارجية
خلال القرنين15 و 16 حاول ملك مالي منسا موسي و ملك الصونغاي سوني عالي من بعده و ملك البرتغال خوان الثاني و السلطانان المغربيان الشريف محمد و أحمد المنصور الذهبي حاول كل منهم على حدة و بطرق مختلفة احتلال مدينة وادان و اخضاعها و استتباعها ، و ذلك من خلال ممارسة الضغوط السياسية و تسيير الحملات العسكرية ، لكنهم جميعا لم يفلحوا في نهاية المطاف في تحقيق أهدافهم.و يذكر كتاب فتح الشكور ما لعلماء وادان من فضل على سائر علماء البلاد و على علماء بلاد السودان الغربي و المغرب الأقصى و مصر و بلدان المشرق العربي.وادان كمنطلق لهجرات و نزحات بشرية متتالية مؤثرة

### مرحلة النزوح
عرف سكان مدينة وادان ابتداء من القرن 15 عدة هجرات ، توجهت أحداها شرقا صوب اركيبة و العصابة و تكانت و أفطوط و الأراضي المالية . و توجهت هجرات أخرى نحو منطقة اترارزة ، وقد اجتازت النهر باتجاه أراضي السنغال وغامبيا.

##### النزوج نحو مالي
خلال القرن14 ، غادرت مجموعة من قبيلة تفرلا المسوفية قراها المجاورة لمدينة وادان و اتجهت الى الأراضي المالية حيث حطت الرحال على هضبة ماسنا و منها انتقلت إلى مدينة تونبوكتو . وهناك استقرت حيث مارس أبناؤها التدريس و الإمامة و القضاء و الرياسة الاجتماعية ، فأصبح لها نفوذ ديني و اجتماعي و سياسي كبير في المدينة و في المنطقة بكاملها . فكان من هذه الأسرة العلماء و الأئمة و قادة الفكر و الرأي . و مؤسس هذه الأسرة العريقة هو العلامة عمر اقيت جد العالم و المؤرخ الشهير أحمد بابا التنبوكتي.
و قد أصيب أعضاء هذه الأسرة في القرنين 15 و16 بنكبتين قاسيتين هما:
- النكبة الأولى في تهجيرهم عنوة و بلا هوادة من مدينتهم تونبوكتو إلى ولاتة من طرف ملك الصونغاي المالي سوني عالي المعروف بكرهه الشديد للاسلام و بغضه الأعمى للعلماء المسلمين ، و خاصة منهم ذوي البشرة الفاتحة.
- النكبة الثانية فقد حلت بهم على يدي ملك المغرب السعدي يعقوب المنصور الذهبي اثر اجتياح جيوشه لمدينة تونبكتو في أواسط القرن السادس عشر، حيث أقدم جيشه على التنكيل بالعلماء الوقيتيين و بأسرهم و ذراريهم ، كما قام بنهب ممتلكاتهم و إحراق كتبهم ، قبل أن يقوم بنفيهم مكبلين بالأصفاد الى عاصمة الدولة السعدية ، مراكش.وقد مات الكثير منهم جراء الإرهاق و المرض قبل وصولهم إلى المغرب.

وبعد سبع سنوات من الإقامة الجبرية في مراكش اكتشفت السلطات السعدية مدى غزارة معارف العلماء الوقيتيين و سعة مداركهم و تمكنهم من العلوم، فخففت معاناتهم ، ثم أحسنت معاملتهم و أكرمت مثواهم ، و أتاحت لهم ممارسة التعليم و الإرشاد و الإفتاء ، ووفرت لهم، لهذا الغرض ، زاوية رحبة بمسجد يدعى جامع الشرفاء بمراكش.
فالتفت حولهم أعداد غفيرة من الطلاب و المريدين، و ذاع صيتهم في المغرب و تونس و الجزائر و ليبيا ، و توارد على زاويتهم الطلاب و الدارسون من كل حدب و صوب فما كان من السلطات السياسية المغربيىة إلا أن أكرمت مثواهم و أحاطتهم بالرعاية و التقدير و الإجلال. ثم أطلقت سراحهم و خلعت عليهم ، فعادوا مكرمين معززين إلى أو طانهم فمنهم من استقر بوادان حيث يوجد بعض أحفادهم هناك الى اليوم ومنهم من رجع الى تونبكتو و الى ولاتة.

##### النزوح نحو الجنوب
بدأت هجرات بعض مكونات سكان مدينة وادان و على وجه الخصوص بعض الحاجيين و مجموعتي تفرالا و تامكونة ، بين أواخر القرن الخامس عشر و أواسط القرن السابع عشر، نحو جنوب البلاد فانساحت هذه المجموعات باتجاه منطقة اترارزة مرورا بتيكماطين بارض كنار. وواصلت هذه المجموعات انتشارها بالترارزة ، ثم عبرت النهر و توغلت في أراضي السينغال ، و تمددت لتصل الى منطقتي الوالو و كايور. حيث كان لهم نفوذ اقتصادي و تاثير اجتماعي و ثقافي و روحي ، اذ أنهم نشروا تعاليم الدن الإسلامي و أشاعوا الثقافة العربيىة في المنطقة و كانت لهم محلاتهم الخاصة بهم . و قد أسهموا في تطوير العمران حيث أسسوا العديد من القرى اطلقو على بعضها اسم وادان تيمنا بمدينة أجدادهم.
وكان لهم دور كبير في تحفيظ القرآن ونشر العلوم الدينية و اللغوية . و ساهموا في الجهاد ضد الوثنية . وناهضوا الاسترقاق و العبودية. و أنفقوا أموالهم من أجل عتق المستعبدين من قبضة ملاك العبيد . كما أنهم قدموا الدعم و العون لبعض القبائل التي كنت ضحية للحرب التي عرفت بشر بب الثانية ، بعد أن وضعت هذه الحرب أوزارها.
و على الصعيد الاقتصادي كان للمهاجرين الوادانيين دور كبير و فعال في تنظيم و تطوير تجارة الصمغ و باقي المبادلات التجارية الأخرى مع الأوروبيين . وقد كان لهم ميناء خاص بهم للتبادل التجاري مع الدول الأوروبية مثل بريطانيا و هولندا و ألمانيا و فرنسا...و يعرف هذا الميناء بميناء تكشكنبا.
وكان المهاجرون الوادانيون يتعايشون في تفاهم و انسجام مع السكان المحليين . و قد أطلق السينغاليون على طائفة من الوافدين اسم سوغوفارا و اسم دارمانكور على طائفة أخرى ، و أطلقوا اسم كامبيولا على مجموعة تفرلا و اسم سادي على مجموعة تفتل .

##### النزحة صوب مناطق البلاد الشرقية
في أواخر القرن 18 ، و على اثر خلاف حول من يتولى الإمامة بمسجد وادان ، هاجرت مجموعة من سكان المدينة رفقة الفقيه الصالح لمرابط سيدي محمود بن الطالب المختار و ابن عمه با احمد و لفيف من بني عمومتهما ، و توجهوا نحو مناطق البلاد الشرقية و تحديدا نحو اركيبة و لعصابة و تكانت و آفطوط . وقد اشتهر المرابط سيدي محمود بالصلاح و الولاية ، ما جعل الناس يقبلون عليه و يلتفون حوله.فأسس كونفدرالية قبلية وافرة تضاهي كبريات القبائل بالشرق الموريتاني ، وهي قبيلة أهل سيدي محمود ، التي يشكل مجالها الحيوي ، أساسا، مناطق اركيبة و لعصابة و تكانت و آفطوط كما ألمعنا.

## الإقتصاد

الطرق التجارية بين 1000م لغاية 1500م

تحولت وادان تدريجيا الى عاصمة للقوافل التي تجوب المنظقة ذهابا و ايابا. فلعبت تبعا لذلك دور الوسيط التجاري بين شمال افريقيا و بلاد السودان الغربي.
و نتيجة لزخم و كثافة المبادلات التجارية في شبه المنطقة، تحولت وادان الى ميناء صحراوي يعج بالحركة و يضج بالنشاط ، تتم فيه مقايضة السلع القادمة من البلدان الساحلية الصحراوية كالذهب و الحبوب و العسل و الرقيق مقابل السلع الواردة من الشمال الافريقي و المشرق العربي و أوروبا ، كالملح و التمور و الأواني المنزلية و الأقمشة و النسيج و المعدات المصنعة و الورق و الكتب و نتيجة لكثافة التبادل التجاري الذي كان يجري بوادان و نتيجة كذلك للتمازج الاجتماعي و التواصل الثقافي المصاحبين له .
فذاع صيت المدينة في بلدان الساحل و الصحراء و في الشمال الافريقي و في أوروبا حيث تم إدراج اسمها ضمن الأطلس الجغرافي الأوروبي . 

## السكان

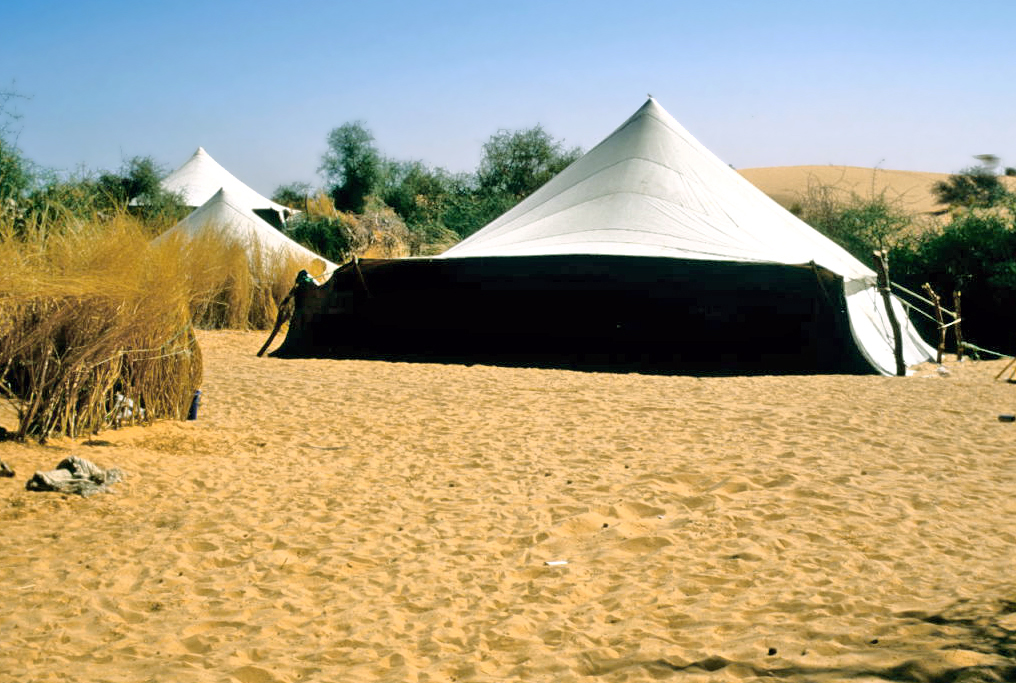
الخيم بوادان

أدى الازدهار الكبير لتجارة الذهب والملح والرقيق و الحبوب و الأقمشة و غيرها في مدينة وادان ابتداء من القرن الثالث عشر ، الى اهتمام كبير بالمدينة و إلى إقبال متزايد عليها من مختلف جهات المنطقة . فتوجهت إليها المحلات المسوفية المنضوية في جيوش يحيى ابن غانية النازحة من أحواز مراكش تحت ضغط الموحدين، و التي كانت تضم خليطا من الهكاريين و الأندلسيين المورسكيين والأتراك و العرب الهلاليين و غير الهلاليين و مختلف قبائل صنهاجة ، و بوجه خاص قبيلتي انيرزك و ابدوكل . ونزل هؤلاء الوافدون على قبيلة ادولحاج بودان و امتزجوا بهم ، حسب ما ذكره ابن القوطية في كتابه " تاريخ الأندلس".
ومن الجدير بالذكر في هذا المضمار ، أن منطقة وادان قبل مقدم مسوفة عليها في القرن الخامس ، و قبل تأسيس المدينة بها في القرن الثاني عشر ، كانت مأهولة بخليط من قبائل ازوكاغن الوثنية القادمة أصلا من وادي درعة ، جنوبي المغرب ، وقبائل اغرمان المسيحية القادمة من غورما بليبيا ، خلال القرن الأول الميلادي ، و مجموعات من أصول صوننكية وقبائل البافور التي كانت تعتنق اليهودية و القادمة من منطقة الجريد الجزائرية في مطلع القرن الخامس الميلادي . وقد تمكنت مسوفة من بسط نفوذها على هذه المجموعات المتباينة ، كما استطاعت الهيمنة على تجارة الملح في المنطقة بفضل استعمالها للجمل.

## أعلام وادان
- شارع اربعين عالممحمد بن أحمد بن أبي بكر الوداني
- النجيب بن محمد بن شمس الدين

شارع اربعين عالم

- عبد الله بن الأمين بن الشيخ سيد احمد أهن ـ بفتح الهمزة وسكون الهاء وفتح النون
- بن محمد الجلل بن محمد بن وائل بن محمد بن يعقوب نسبا الوداني وطنا
- الشيخ سيد احمد أهن بن عبد الله بن الأمين بن الشيخ سيد احمد أهن
- الإمام أحمد أيد القاسم
- سيدي حبيب الله بن المختار بن محمد بن سيدي أحمد بن المتغنبر بن سيدي محمد الكنتي بن سيدي أحمد البكاي بن سيدي محمد الكنتي الوداني.
- أحمد الوداني
- عبد الرءوف بن محمد العاقب بن عبد الرؤوف الوداني
- الإمام بن سيدي المتقي الوداني
- لمرابط بن أحمد طالب الحاجي الوداني
- أحمد الوداني
- الإمام بن سيد المتقي من آل أحمد شريف
- أحمد جدو بن الطالب محمد في مدينة تجكجة
- الطالب احمد بن حَمْدِ المعروف باطوير الجنة
- محمد الأمين (حَمَّدْ) بن حَمْدِ المعروف باطوير الجنة الحاجي الوداني
- محمد الأمين بن اطوير الجنة بن عبد الله بن أحمد صائم
- محمد العاقب بن محمد الأمين بن حَمْدِ المعروف باطوير الجنة
- محمد بن حم ختار
- السالك بن أحمد نف
- عبد الله الملقب النهاه بن لمرابط سيد محمود
- المصطفى بن الكتاب
- سيدي أحمد الفزازي بن محمد بن محمد بن يعقوب الحاجي اليعقوبي الوداني
- أحمد بن القاسم بن سيدي أحمد بن علي بن يعقوب الحاجي اليعقوبي الوداني
- أحمد الشواف بن حبيب الله بن أحمد بن حبيب الله الوداني الحاجي الأتيدي
- محمد العاقب بن الهادي بن مجيد الوداني.
- محمود بن الطالب المختار الحاجي الأتيدي
- الشيخ الفقيه النحوي محمد بن بابا عبد الله بن باب جندي بن سيدي الأمين بن سيدي محمد بن على بن يعقوب الوداني الحاجي اليعقوبي
- سعد بن الحبيب بابا محمد الهادي بن محمد الأمين بن محمد يعقوب الوداني
- بابا بن محمذ بن حمدي بن الطالب أجود الحاجي

## وصلات خارجية
- مدينة وادان و تأثيرها الاقتصادي و السوسيوثقافي في بلاد شنقيط
- موريتانيا: مدينة "وادان" التاريخية وشارع الأربعين عالما

## معرض

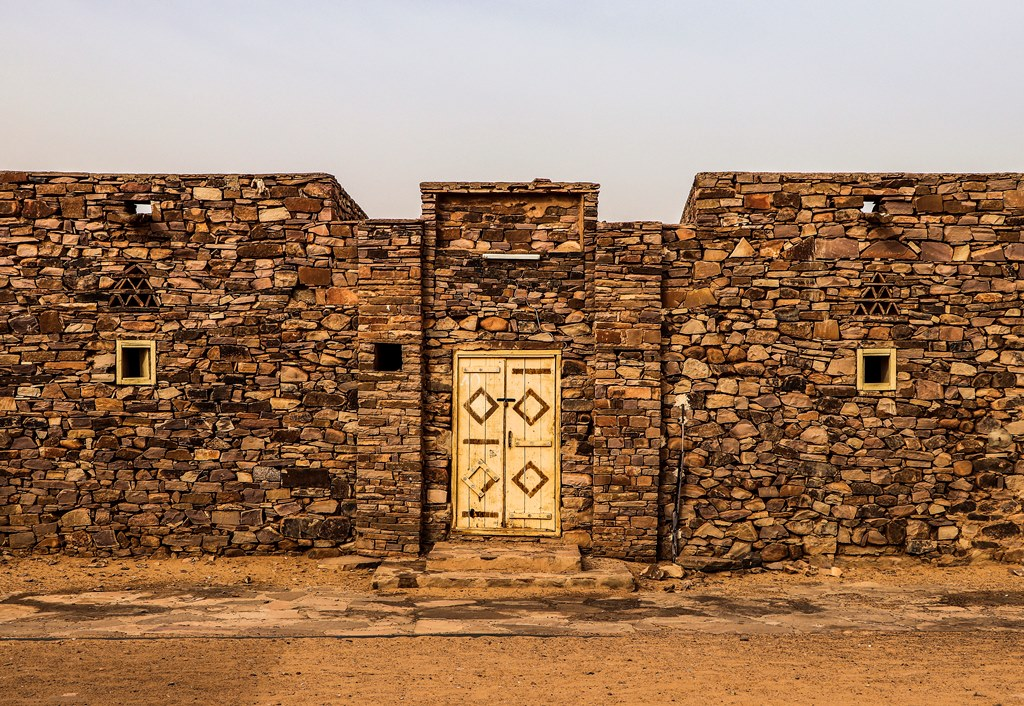
وادان المدينة الجديدة
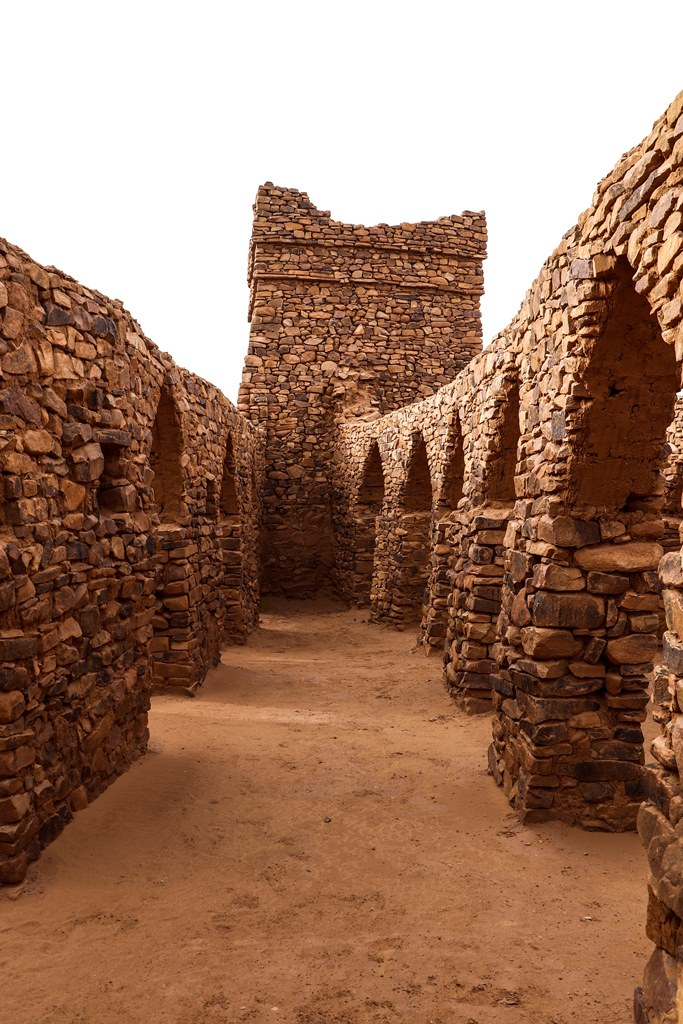
وادان المدينة القديمة
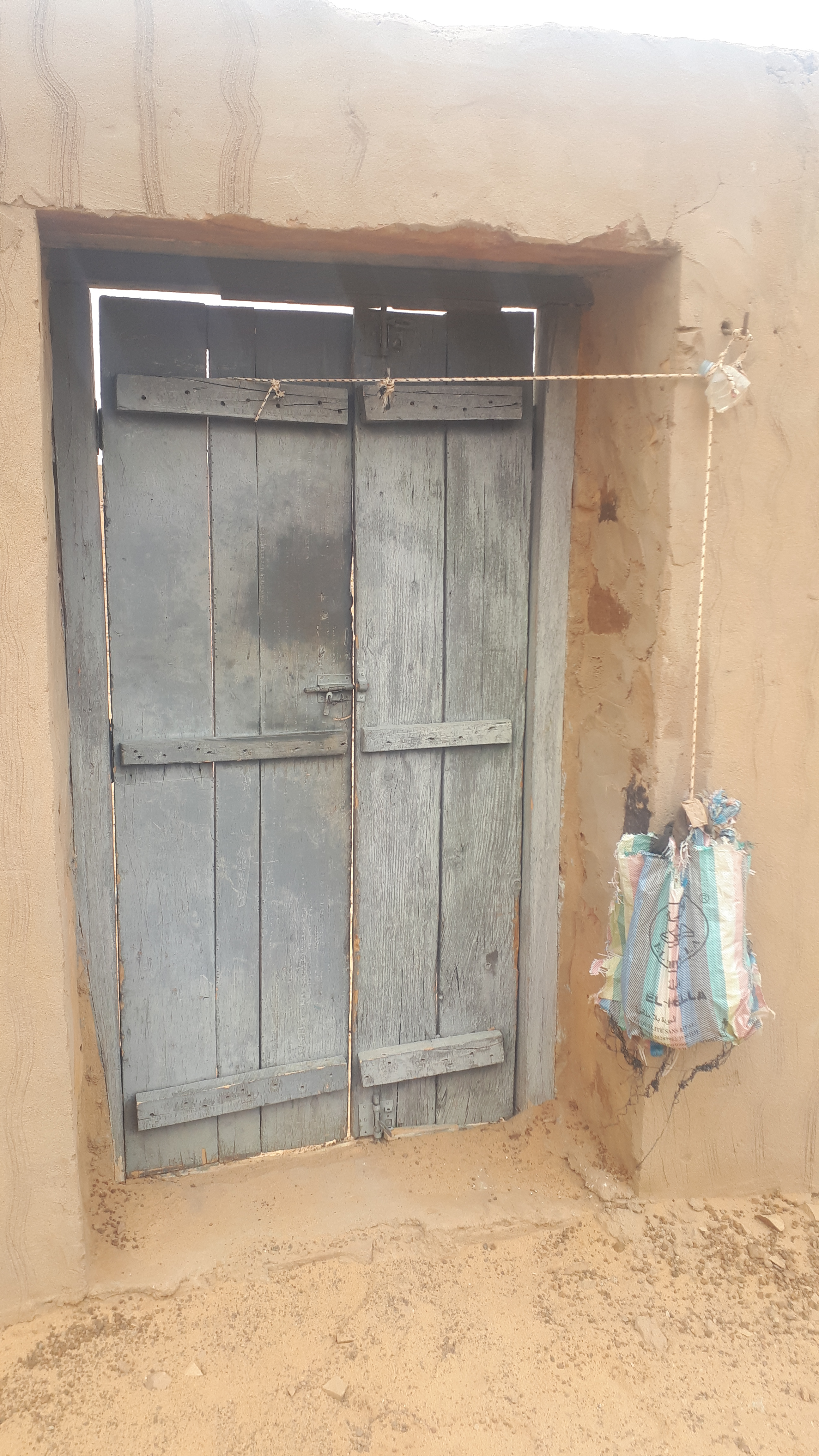
وادان 1
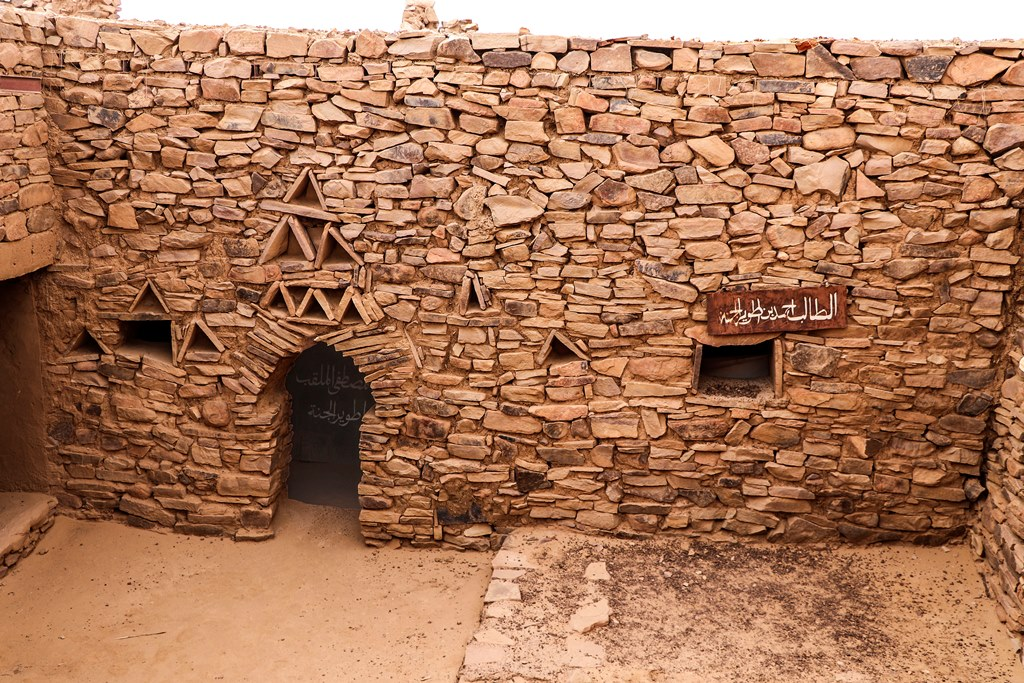
وادان 2
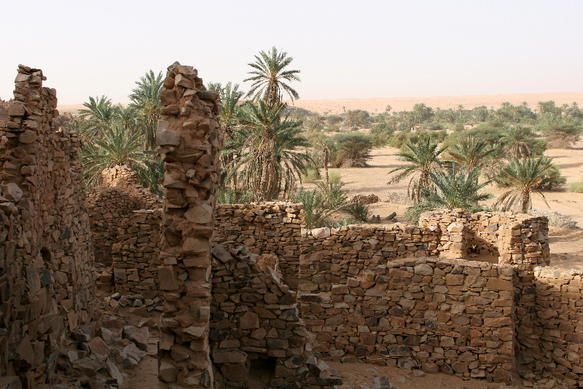
وادان 3

## وصلات خارجية
- مدينة وادان و تأثيرها الاقتصادي و السوسيوثقافي في بلاد شنقيط
- موريتانيا: مدينة "وادان" التاريخية وشارع الأربعين عالما